# Coupe Spengler 1990
Navigation
Édition précédente Édition suivante
La Coupe Spengler 1990 est la 64e édition de la Coupe Spengler. Elle se déroule en décembre 1990 à Davos, en Suisse.

## Règlement du tournoi
Les équipes sont regroupés au sein d'un seul groupe. Les équipes jouent un match contre chacune des autres équipes. Les deux premiers de la poule jouent une finale pour le titre de vainqueur de la Coupe Spengler.

## Résultats des matchs et classement
| Clt   | Équipe         | PJ | V | D | N | BP | BC | Pts |
| ----- | -------------- | -- | - | - | - | -- | -- | --- |
| +001, | Spartak Moscou | 4  | 3 | 1 | 0 | 15 | 9  | 6   |
| +002, | Canada         | 4  | 3 | 1 | 0 | 18 | 10 | 6   |
| +003, | Färjestad BK   | 4  | 3 | 1 | 0 | 22 | 19 | 6   |
| +004, | Dukla Jihlava  | 4  | 1 | 3 | 0 | 9  | 15 | 2   |
| +005, | EHC Kloten     | 4  | 0 | 4 | 0 | 8  | 19 | 0   |

- Qualifié directement pour la finale

## Finale
| 31 décembre | Spartak Moscou | 8-3 (1:0, 4:0, 3:3) | Canada | Eisstadion Davos |